# 小林一博 (出版評論家)
小林 一博（こばやし かずひろ、1931年10月4日-2003年5月3日）は、出版評論家。

## 生涯
福岡県田川郡川崎町生まれ。1950年福岡県立田川高等学校卒、日本読書新聞営業部長、1966年現代ジャーナリズム出版会、72年『新文化』（新文化通信社）編集長。日本出版学会常任理事、本の会世話人代表。

## 著書
- 『雑誌のつくり方 編集制作の実務から費用まで』現代ジャーナリズム出版会 1972
- 『出版割賦販売のすべて』新文化通信社 1972
- 『出版の割賦販売』出版開発社 1977
- 『本とは何か 豊かな読書生活のために』講談社現代新書 1979
- 『入門・雑誌づくり』にっかん書房 1983
- 『本づくり必携』にっかん書房 1983
- 『著作権法早わかり ソフト化時代の新基本法』教育社 入門新書 時事問題解説 1986
- 『書店』教育社新書 産業界シリーズ 1988
- 『出版業界 問題の焦点』柏書房 1992
- 『「支那通」一軍人の光と影 磯谷廉介中将伝』柏書房 2000
- 『出版大崩壊 いま起きていること、次に来るもの』イースト・プレス 2001
- 『出版半生記 遺稿 1959-1970』「小林一博遺稿集」刊行委員会 2003

### 共著
- 『出版業界』清水英夫共著 教育社新書 産業界シリーズ 1976
- 『書店』清水英夫,金平聖之助共著 教育社新書 産業界シリーズ 1977
- 『出版業界 2 (岐路と選択)』編著 柏書房 ブックス・プラクシス 1992

## 論文
- Cinii

## 注
1. ↑  小林一博氏死去
2. ↑  『現代日本人名録』